# Firanguiz Charifova
 (mai 2022).
Firanguiz Charifova (en azéri: Firəngiz Abbasmirzə qızı Şərifova; née le 6 février 1924 à Bakou, RSS d'Azerbaïdjan  et morte le 20 février 2014 à Bakou) est une actrice azerbaïdjanaise, artiste du peuple de la RSS d'Azerbaïdjan (1969).

## Biographie
Firanguiz Charifova est la fille d’un acteur, metteur en scène de théâtre et de cinéma, l'Artiste du peuple Abbas Mirza Charifzade (1893-1938), et de l’actrice Marziya Davudova (1901-1961). Elle étudie à l'École de chorégraphie de Bakou pendant huit ans.
En 1941, sur les conseils d'un ami proche de sa famille, Uzeyir bey Hadjibeyov, elle entre à la faculté de chant classique du Conservatoire d'État d'Azerbaïdjan (aujourd'hui Académie de musique). Sur l'insistance du dramaturge Djafar Djabbarli et avec le consentement de son père Abbasmirza, à l'âge de huit ans, elle joue le rôle de Sever dans Ogtay Eloglu et plus tard dans Sevil en tant que Gunduz.

## Vie scénique

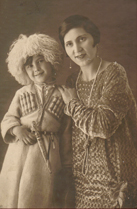
Marziya Davudova et sa fille Firangiz.

Au début de 1947 Firangiz Charifova est admise dans la troupe du Théâtre national de comédie musicale d'Azerbaïdjan nommé d'après Djalil Mammadguluzade. Plus tard elle est transférée au Théâtre des jeunes spectateurs à la suite de la fermeture du théâtre de comédie musicale.
Le 5 mai 1960, il est engagé par le Théâtre Academic National Dramatique et y travaille jusqu'au 1er avril 1965. En 1965, elle retourne au Théâtre des jeunes spectateurs et en est l'artiste principal jusqu'à la fin de sa vie.

## Décoration
- Ordre de Chohrat
- Artiste du peuple de l’Azerbaїdjan